# 松崎ナオ
松崎ナオ（まつざき ナオ、本名：松崎 名央、1976年1月8日 - ）は、東京生まれの日本の女性シンガーソングライター。血液型A型。身長166cm。2016年からは3ピースバンド「鹿の一族」のボーカルとしても活動。

## 人物
1998年にシングル「花びら」でメジャーデビュー。2002年に活動の場をインディーズに移す。
『リング』のテレビドラマ版『リング〜最終章〜』（1999年）でシングル「白いよ。」のミュージック・ビデオがストーリーのカギを握る“呪いのビデオ”として使用され、最終回には自身も出演する。「川べりの家」は、NHK『ドキュメント72時間』（2006年 - ）のテーマ曲に起用される。
2016年にバンド「鹿の一族」を結成。メンバーは松崎ナオ（Vo）、鹿島達也（B）、奥村純（Dr）の3人。2019年12月、『クリスマスの約束』（TBSテレビ）で小田和正と初共演した際に、実父がパシフィック・エンタープライズ（オフコースがメジャーデビュー後最初に所属した事務所）の社長を務めていたと明かされた。高校卒業後、インドネシアにホームスティをしていた。ミッツ・マングローブとは、ミッツが大学在学中の頃からの友人。

## 音楽
歌を歌い始めたのは「友達に手紙を書こうと思ったが、気持ちが上手く伝えられず歌を書いた」のがきっかけとのこと。
危うさとコケティッシュな雰囲気とが交錯する歌声と内省的な歌詞が特徴。ギター、曲によってはピアノで弾き語り、時にはドラムス、ベースとの3ピースバンドでも活動する。
デビュー当時はまだギターが弾けず、ピアノだけで弾き語りをやっていたが、コードを弾いて歌うくらいのことしか出来なかったため、曲作りの際はドラムを叩きながら作っていた。デビューするまでに3、4年かかったので、その間にディレクターに曲作りを叩き直された。当時、夢中になっていた打ち込みで作った曲をアレンジャーが何とか楽器で再現してくれたため、デビューアルバムは多彩な楽器を使った非常に凝ったバンドサウンドに仕上がった。

## 来歴

### デビュー前
- 1995年、SDオーディション[注 1]に参加。
- 1997年、自主制作映画「シンク」で主演し、PFF（ぴあフィルムフェスティバル）グランプリ受賞。

### メジャーデビュー
1998年
- 3月21日、Epic/Sony Recordsからシングル「花びら」でデビュー。
- 4月22日、渡辺善太郎・松本靖雄プロデュースのファーストミニアルバム『風の唄』をリリース。
- 10月31日、セカンドアルバム『正直な人』をリリース。

1999年
- 1月、テレビドラマ『リング〜最終章〜』に彼女の「白いよ。」のビデオクリップが使われる[注 2]。最終回には彼女自身も出演。

2000年
- 9月19日、下北沢にて主催イベントを開催。友人バンドが出演し、シークレットゲストには椎名林檎率いる虐待グリコゲンが登場した[9]。

2001年
- 4月21日、サードアルバム『虹盤』を発表。
- 7月18日、佐久間正英プロデュースのシングル「太陽」をリリース。

2002年
- エピックレコードジャパン/ソニーミュージックとの契約を解除。以後、主な活動の場をインディーズに移す。
- 5月27日、 椎名林檎のカバーアルバム「唄ひ手冥利〜其ノ壱〜」に参加、太田裕美の「木綿のハンカチーフ」で共演。
- 10月30日、及川光博と忌野清志郎が結成したスペシャル・ユニット・ミツキヨがリリースしたシングル「強烈ロマンス」で曲中の掛け声に参加。

### インディーズ
2003年
- 8月8日、インディーズ・レーベル・HIGE RECORDSからミニアルバム『FLOR TREM』[注 3]をタワーレコード限定で発表[10]。

2006年
- 8月18日、M&Iレーベルより『虹盤』以来約5年ぶり通算4枚目のフル・アルバム『Flower Source』をリリース。同アルバムの収録曲「川べりの家」がNHK総合『ドキュメント72時間』（10月3日スタート）のテーマ曲に、そして「hello goodbye」が重松清原作の映画『きみの友だち』（2008年7月公開）の挿入歌に起用される。それと前後して新しいホームページも開設。

2008年
- 2月20日、アルバム『気持ちバタフライ』を発売。

2009年
- 9月5日、ライブ会場限定販売でアルバム「そんな印象ガール」を発売。

2013年
- 3月6日、プロデューサーに上田禎を迎え、4年ぶり（流通盤としては5年ぶり）となるフルアルバム『賞』を発売[11]。

2015年
- 12月9日、全曲一発録音のギター弾き語りアルバム『39（サンジュウキュウ）』を、タワーレコードのレーベル・condense tune（コンデンス チューン）の第1弾作品としてリリース[8]。

2016年
- 2月22日にリリースされたウルフルズのデビュー25周年記念トリビュート・アルバム『ウルフルズTribute 〜Best of Girl Friends〜』に楽曲「暴れだす」で参加。

2017年
- 12月22日、「椎名林檎と松崎ナオ」名義で配信限定シングル「おとなの掟」[注 4]をリリース。

2018年
- 1月17日、鹿の一族の1stアルバム『鹿の一族』をリリース[3]。

## ディスコグラフィー

### 参加作品
| 発売日         | タイトル | 規格品番   | 収録作品                                                                       |
| -------------- | --- | ---------- | ------------------------------------------------------------------------------ |
| 1999年9月22日  | 4. 情熱に届かない〜Don't Let Me Go                                                                                 | SRCL-4649  | 松任谷由実 トリビュートアルバム『Dear Yuming』                                 |
| 2002年5月27日  | 7. 木綿のハンカチーフ                                                                                              | TOCT-24780 | 椎名林檎 カバーアルバム『唄ひ手冥利〜其ノ壱〜』                                |
| 2002年10月25日 | | LRSW-UK06  | herb スタジオアルバム『refugees won't speak』                                  |
| 2002年10月30日 | 1. 強烈ロマンス（掛け声：松崎ナオ）                                                                                | AMCT-10010 | ミツキヨ（及川光博と忌野清志郎） シングル「強烈ロマンス」                      |
| 2003年10月22日 | 9. 電球 | ESCL-2458  | コンピレーション・アルバム『ROCK AND ROLL JAPAN』                              |
| 2012年10月15日 | 5. 光のスピードで（Pandeiro：松崎ナオ） 6. HOPE 〜君の思い出を抱いて〜（Pandeiro：松崎ナオ/Electronics：赤井正良） | PFCA-0026  | 近藤金吾 スタジオ・アルバム『惑星の日々』                                      |
| 2017年2月22日  | 9. 暴れだす | WPCL-12462 | ウルフルズ トリビュートアルバム『ウルフルズ Tribute 〜Best of Girl Friends〜』 |

### コラボ作品
| 発売日         | 名義               | タイトル       | 規格                           | 備考 |
| -------------- | ------------------ | -------------- | ------------------------------ | ---- |
| 2017年12月22日 | 椎名林檎と松崎ナオ | 「おとなの掟」 | デジタル・ダウンロードシングル |      |

### ミュージックビデオ
| 監督     | 曲名                                                           |
| 小島淳二 | 「太陽」                                                       |
| TAJIMAX  | 「あなたに向かって」「白いよ。」                               |
| 渡辺一志 | 「月と細胞」(出演:遠藤雅・告井孝通)                            |
| 不明     | 「哀しみが止まらない」「雨待人模様」「花びら」「鳥が飛ぶ意識」 |

## 楽曲提供
鈴木紗理奈
- ボクの夜（作詞:鈴木紗理奈、松崎ナオ／作曲:松崎ナオ／編曲:亀田誠治）
- 革命宣言ス。（作詞:鈴木紗理奈、松崎ナオ／作曲:松崎ナオ／編曲:亀田誠治）

## タイアップ
| 曲名               | タイアップ                                                 |
| ------------------ | ---------------------------------------------------------- |
| 「白いよ。」       | フジテレビ系ドラマ『リング〜最終章〜』挿入歌               |
| 「もう一人のボク」 | フジテレビ系バラエティ番組『ネプフジ』オープニング・テーマ |
| 「hello,goodbye」  | 映画『きみの友だち』（ビターズ・エンド）挿入曲             |
| 「川べりの家」     | NHK『ドキュメント72時間』テーマソング                      |

## 関連人物
- 伊藤毅
- 鈴木紗理奈
- 茶谷英司朗
- 湯浅篤
- 渡辺善太郎